# Blanca Solís
Blanca María Solís Rodas (Tuxtla Gutiérrez, Chiapas, México, 30 de abril de 1996), conocida como Blanca Solís, es una futbolista mexicana. Juega como delantera en Tigres de la Primera División Femenil de México.

## Clubes
| Club        | País   | Año       |
| ----------- | ------ | --------- |
| Tigres UANL | México | 2017-2022 |

## Palmarés

### Títulos nacionales
| Título          | Club        | País   | Año      |
| --------------- | ----------- | ------ | -------- |
| Liga MX Femenil | Tigres UANL | México | Cl. 2018 |
| Liga MX Femenil | Tigres UANL | México | Cl. 2019 |
| Liga MX Femenil | Tigres UANL | México | 2020     |
| Liga MX Femenil | Tigres UANL | México | Cl. 2021 |